# Timukuové
Timukuové (Timucua, zkomolenina z vlastního jména Thimogona) byli severoamerický indiánský kmen, původně obývajících severní část Floridy, centrum kmenového území se nacházelo poblíž dnešního města Jacksonville. Byli vyhubeni jako jedni z prvních severoamerických indiánů. Jako samostatný kmen zanikli již v polovině 18. století, několik rodin Timukuů, smísených se Seminoly a Španěly přežívalo na Floridě ještě kolem roku 1800, poslední rodilí mluvčí jazyka Timukua zemřeli kolem roku 1821.

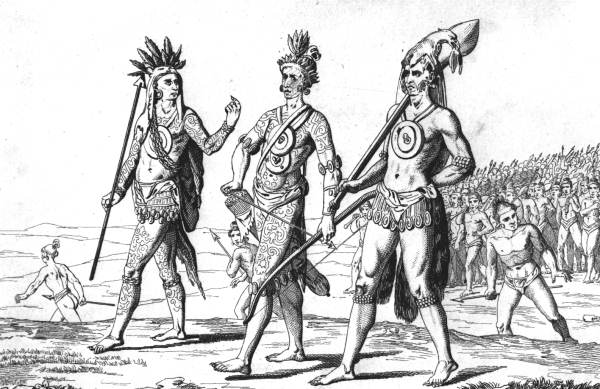
Bojovníci Timukuů v roce 1562 na rytině Théodora de Bry

## Způsob života a kultura
O životě a kultuře Timukuů není známo příliš mnoho, neboť vyhynuli již počátkem 19. století. Byli to především zemědělci, pěstující kukuřici, fazole, dýně a tabák. Při obdělávání polí údajně používali motyčky z rybích kostí, spíše se však jednalo o kosti kapustňáků. Velký význam měl rybolov a lov, především jelenců, ptáků, ale také aligátorů a kapustňáků. K lovu, ale také v boji používali především luky vyrobené ze dřeva hikory, které měřily téměř 2 m (patrně nejdelší v celé Severní Americe). V boji, ale i k ceremoniálním účelům sloužily bojovníkům těžké kyje. Jejich obydlím byly tzv. čikí (chickee), jednoduché chýše z palmových listů, postavené na kůlech. Stavěli však i přízemní chýše, které měly na rozdíl od obydlí sousedních kmenů (např. Seminolů) kruhový půdorys. Osady někdy bývaly obehnané palisádami.
Společnost Timukuů se dělila na náčelníky, svobodné a otroky, tvořené válečnými zajatci ze sousedních kmenů. Symbolem moci náčelníků byly čepice zdobené mývalími ocasy, ptačím peřím a někdy i celými vysušenými ptáky. Náčelníci a jejich ženy používali především při rituálech jakési dřevěné trůny ve tvaru roštu.
O vzhledu Timukuů nejlépe informují akvarely Johna Whitea a rytiny Théodora de Bry, které věrohodně zachycují jejich kulturu na počátku 17. století. Jejich oděv byl vzhledem k subtropickému klimatu Floridy velmi prostý, nosili jen bederní zástěrky a jednoduché mokasíny, ženy nosily rovněž sukně v vláken epifytické rostliny Tillandsia usneoides. Obě pohlaví se však hojně tetovala pomocí rybích kostí. Ženy nosily vlasy rozpuštěné nebo stažené čelenkou, muži si je vyčesávali do drdolu a zdobili peřím, případně nosili čepice, zdobené ptačím peřím či ocasem mývala. Z řemesel bylo rozšířeno především zpracování dřeva, z něhož vyráběli luky, zemědělské nářadí, dlabané kánoe, ale také totemové sloupy, často s motivem sovy (pravděpodobně výra virginského), která hrála důležitou roli v jejich náboženství.
Podobně jako ostatní kmeny Jihovýchodu slavili v létě několikadenní Tanec zelené kukuřice, při němž pili tzv. černý nápoj z listů cesmíny. Jednalo se nejen o oslavu sklizně, ale také o slavnost očisty, obnovy a nového začátku, při níž byl v ohniších zapalován nový oheň a rituálně ničeno staré vybavení domů. Mrtvé pohřbívali do mělkých jam, na něž navršili mohylu. Hroby často zdobili ulitami mořských měkkýšů. Timukuové hráli míčové hry podobné lakrosu, a také hru čankí, při níž se snažili zasáhnout oštěpem otvor v pohybujícím se kamenném disku.

## Jazyk
Jazyk Timukuů je znám jen velmi nedostatečně, neboť vyhynul již kolem roku 1821. Většinou je pokládán za izolovaný jazyk, patrně příbuzný maskogijským nebo algonkinským jazykům.

## Kontakty s Evropany a vyhubení
Timukuové měli s okolními indiánskými kmeny dobré vztahy, byli mírumilovní. Přátelili se dokonce i s Načézy, žijícími v oblasti dolního toku Mississpippi. Přestože oba kmeny oddělovala značná vzdálenost, náčelníci Timuků a Načézů si v době prvních kontaktů s Evropany vzájemně vyměňovali děti. Jejich tradičními nepřáteli byli Katóbové, žijící severně od Timukuů.
Timukuové byli objeveni Evropany jako jedni z prvních severoamerických indiánů již roku 1526 výpravou španělského conquistadora Pánfila de Narvaéze. Nedlouho poté se s nimi setkal také Hernando de Soto. Roku 1564 došlo k neúspěšnému pokusu francouzských hugenotů vedených Jacquesem le Moyne o kolonizaci Floridy. Hugenoti, jež byli ve Francii pronásledovaní, se pokusili najít v Americe nový domov, podobně jako později angličtí puritáni. S Timukuy i ostatními indiány měli poměrně dobré vztahy, které však trvaly jen krátce, neboť již roku 1565 Španělé francouzské osady vojensky zlikvidovali a osadníky z větší části zabili. Po roce 1560 začali španělští mniši, zejména františkáni a jezuité, vyvíjet mezi Timukuy misijní činnost. Indiáni byli rychle christianizováni a usazeni v misijních osadách, kde se věnovali řemeslům a pěstování kukuřice. Osady byly značně přehuštěné a indiáni zde přicházeli do styku s evropskými nemocemi, s nimiž si jejich imunitní systém nedokázal poradit. V 17. a 18. století počet Timukuů rychle klesal, k čemuž kromě nemocí přispěly i války se severněji žijícími Jučii, Kríky a především Katóby, kteří byli tradičními nepřáteli Timukuů. Z jihu Floridy zase útočili příbuzní, údajně kanibalští Kalucové. Kolem roku 1725 odešla část Timuků se španělskými misionáři na Kubu, kde se smísili s černochy a byli rychle asimilováni. Od počátku 18. století na Floridu migrovali Seminolové, kteří zbytky Timukuů přijali do svého kmenového společenství, kde byli do roku 1800 asimilováni. Když roku 1821 Spojené státy anektovaly Floridu, žilo zde posledních pět osob hovořících jazykem Timukua.